# Jakob Stämpfli

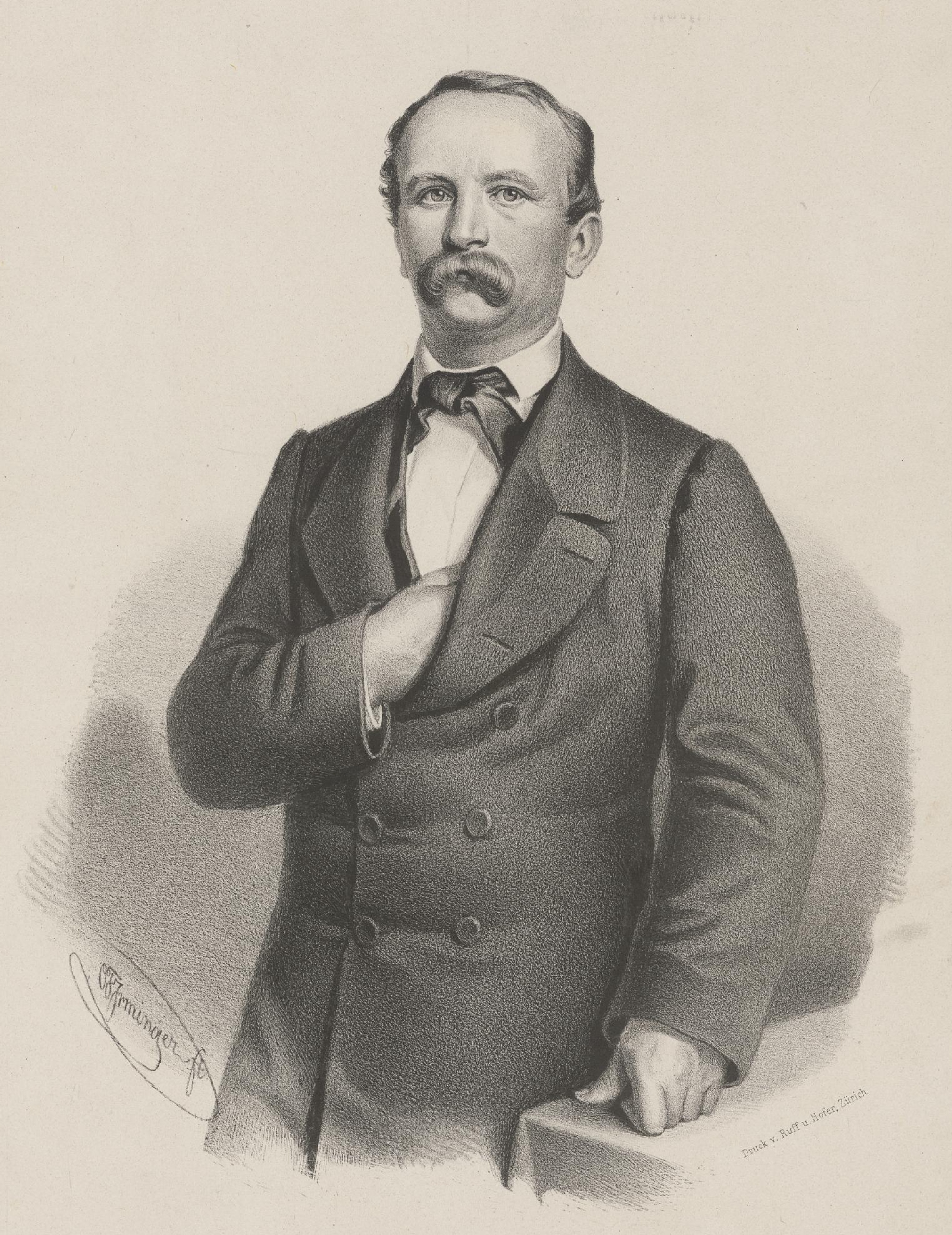
Lithographie von Carl Friedrich Irminger (~1850)

Jakob Stämpfli (* 23. Februar 1820 im Janzenhaus bei Wengi; † 15. Mai 1879 in Bern) war ein Schweizer Politiker, Jurist und Journalist. Als einer der Anführer des zweiten Freischarenzugs gehörte er zu den wichtigsten Radikalliberalen im Kanton Bern. Dort amtierte er von 1846 bis 1850 als Regierungsrat. Er sass von 1848 bis 1854 sowie von 1863 bis zu seinem Tod im Nationalrat (1851 und 1875 als Nationalratspräsident), ebenso für kurze Zeit im Ständerat. Dazwischen war er von 1854 bis 1863 Mitglied des Bundesrates und stand während dieser Zeit vier verschiedenen Departementen vor. Dreimal (1856, 1859 und 1862) amtierte er als Bundespräsident. Nach seinem Rücktritt war er als Bankdirektor und Schiedsrichter in der Alabamafrage tätig.

## Biografie

### Jugend und Studium

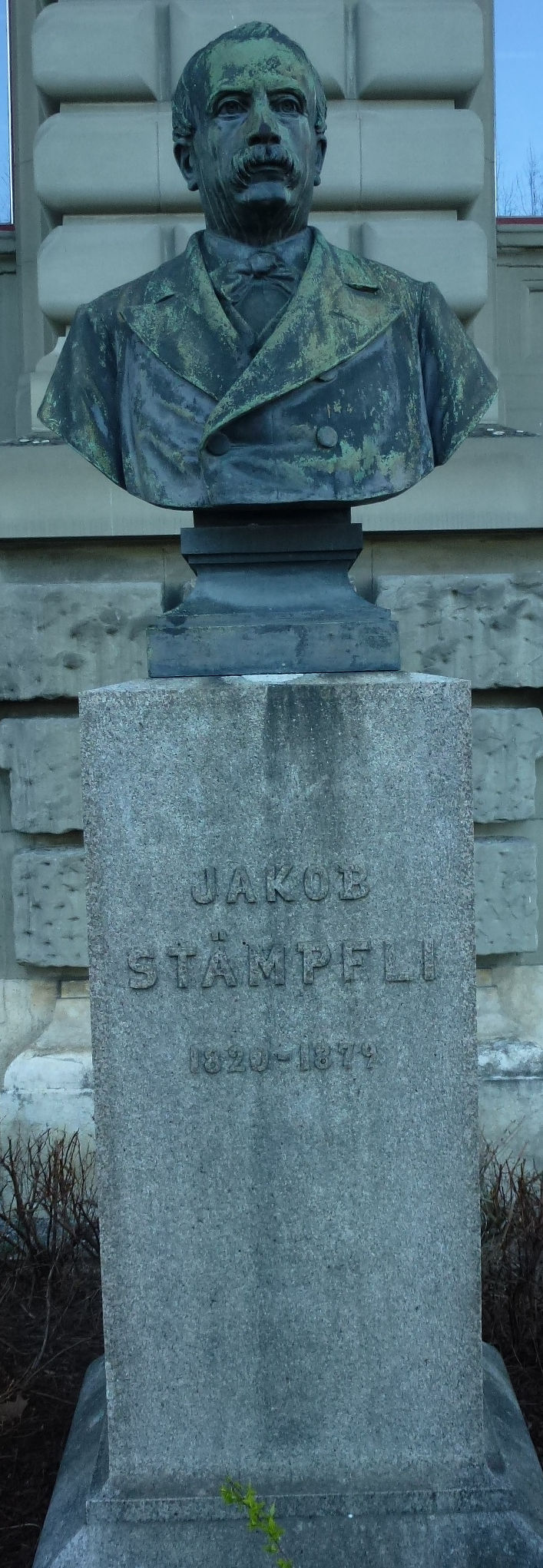
Statue vor der Universität Bern

Stämpfli war der Sohn des aus Schwanden bei Schüpfen stammenden Bauern Hans Stämpfli und von Elisabeth Vonäsch. Er wuchs auf dem elterlichen Hof im Weiler Janzenhaus in der Gemeinde Wengi auf. Nach der Primarschule arbeitete er eine Zeitlang auf einem Hof in Cortébert, um dort nebenbei die französische Sprache zu erlernen. Im Alter von 16 Jahren begann er eine Lehre in der Amtsschreiberei von Büren an der Aare. Während seiner Freizeit betrieb er Selbststudium in Geschichte und Staatskunde.
Ab 1840 studierte Stämpfli Rechtswissenschaft an der Universität Bern, was für einen Mann seiner Herkunft wenige Jahre zuvor noch undenkbar gewesen wäre. Die Universität verlangte damals bewusst keine gymnasiale Vorbildung, da der liberale Kanton Bern Beamte und Lehrer benötigte, die vom Land und nicht aus dem bisher allein herrschenden städtischen Patriziat stammten. Beeinflusst durch Wilhelm Snell, dessen Tochter Elise Snell er 1845 heiratete, wurde Stämpfli zu einem überzeugten Anhänger des radikalen Liberalismus. In der Studentenverbindung Helvetia spielte er bald eine führende Rolle.

### Kantonspolitik
Nach dem erfolgreichen Studienabschluss richtete Stämpfli 1843 ein Anwaltsbüro ein, zwei Jahre später gründete er die Berner-Zeitung (nicht zu verwechseln mit der weit später gegründeten und noch heute existierenden Berner Zeitung). Als Chefredaktor machte er diese Tageszeitung zu einem Sprachrohr der Radikalen, die in Opposition zu den damals regierenden gemässigten Liberalen standen. Ende März 1845 nahm Stämpfli als erklärter Gegner der Jesuiten am zweiten Freischarenzug teil. Beim nächtlichen Gefecht bei Malters wurde er abgedrängt, woraufhin er sich nach Zürich durchschlagen musste. Als die Berner Regierung Sanktionen gegen die Freischärler ergriff, bündelte er die radikalen Kräfte im «Bernischen Volksverein», der mit Erfolg eine Totalrevision der Berner Kantonsverfassung forderte. Stämpfli wurde am 2. März 1846 in den Verfassungsrat gewählt und übernahm zusammen mit Ulrich Ochsenbein sogleich eine Führungsrolle. Die Radikalen verfügten über eine komfortable Mehrheit und konnten ihre Forderungen weitgehend durchsetzen. Das Volk nahm am 31. Juli 1846 mit überwältigender Mehrheit (34'079 Ja-Stimmen zu 1257 Nein-Stimmen) die neue Verfassung an, mit der sich die Volkssouveränität endgültig durchsetzte.
Der Grosse Rat wählte den erst 26-jährigen Stämpfli am 28. August 1846 in den Regierungsrat, woraufhin er die Leitung des Finanzdepartements übernahm. Für die Tagsatzungstruppen im Sonderbundskrieg stellte er 1847 aus der Staatskasse einen Vorschuss von zwei Millionen Franken zur Verfügung. Er führte die direkte Besteuerung durch eine moderne Einkommenssteuer ein, vollzog die Aufhebung aller Feudallasten und leitete die Zentralisierung des Armenwesens. Die finanziellen Folgen des Sonderbundskriegs, stark erhöhte Ausgaben im Bildungsbereich und beim Strassenbau sowie die sozialen Folgekosten der Wirtschaftskrise führten von Jahr zu Jahr zu einem immer höheren Defizit in der Staatsrechnung und zu einem Erstarken der konservativen Opposition. 1849 amtierte Stämpfli als Regierungspräsident. Nachdem die Radikalen bei den Grossratswahlen im Mai 1850 überraschend eine Niederlage erlitten hatten, wurde er am 11. Juni vom nun mehrheitlich konservativen Grossen Rat nicht als Regierungsrat wiedergewählt.

### Bundespolitik

Sitzung der Tagsatzung in 1847: Jakob Stämpfli hinten rechts vom Präsidenten (Nr. 3)

Stämpfli war 1847 Abgesandter Berns bei der Tagsatzung. Nach dem Sonderbundskrieg gehörte er zwar der Verfassungskommission an, sprach sich danach aber entschieden gegen die von ihm mitverfasste erste Bundesverfassung aus, da sie seiner Meinung zu wenig zentralistisch war und den unterlegenen konservativen Kantonen zu sehr entgegenkam. Sie wurde jedoch am 6. August 1848 bei der Volksabstimmung im Kanton Bern deutlich angenommen. Stämpfli kandidierte im selben Jahr bei den ersten Nationalratswahlen. Während er im Wahlkreis Bern-Mittelland nur den achten Platz belegte, konnte er sich im Wahlkreis Bern-Seeland durchsetzen, wenn auch erst im zweiten Wahlgang. Dessen ungeachtet zählte er im Parlament von Anfang an zu den einflussreichsten Radikalen und gehörte mehreren wichtigen Kommissionen an (Finanzen, Budget, Organisation des Postwesens, Vereinheitlichung der Währung).
Auch als Nationalrat blieb Stämpfli journalistisch tätig und agitierte fortwährend gegen die konservative Kantonsregierung unter Eduard Blösch. Die Mehrheit seiner Ratskollegen wählte ihn im Juli 1851 demonstrativ zum Nationalratspräsidenten, als Reaktion auf eine drohende Haftstrafe in seinem Heimatkanton wegen Vergehens gegen das Pressegesetz. Nach Verbüssung einer kurzen Haftstrafe im Dezember 1851 folgte die Wahl zum stellvertretenden Bundesrichter. Als das Parlament 1852 ein neues Eisenbahngesetz beriet, befürwortete Stämpfli den Bau von Staatsbahnen, musste sich aber der Mehrheit um Alfred Escher geschlagen geben, die für Privatbahnen eintrat. Nach den Berner Grossratswahlen im Mai 1854 waren das konservative und das radikale Lager praktisch gleich stark und es drohte eine völlige Blockierung der Kantonspolitik. Daraufhin bildete sich eine parteiübergreifende «Fusionsregierung», in der auch Stämpfli vertreten war. Als Baudirektor trieb er die Planung von Eisenbahnlinien und Gewässerkorrektionen voran. Der Grosse Rat wählte ihn im Oktober 1854 zum Vertreter Berns im Ständerat; diesem gehörte er nur kurze Zeit bis zu seiner Wahl in den Bundesrat an.

Mittlerweile hatte Bundesrat Ochsenbein das Vertrauen sowohl der Radikalen als auch der Konservativen verloren, bei der damals üblichen Komplimentswahl war er gescheitert. Die Berner National- und Ständeräte beschlossen, ihn fallenzulassen und einigten sich auf eine Kandidatur des relativ unerfahrenen Johann Bützberger. Dieses Vorpreschen stiess bei Ratsmitgliedern aus den anderen Kantonen auf Ablehnung. So schrieb etwa Jakob Dubs später in seinem Tagebuch, Bützberger sei in der Ostschweiz kaum dem Namen nach bekannt und überhaupt seien «diese Bernerversammlungen, um der Schweiz einen Bundesrat zu geben, eine Unverschämtheit». Die Wahl eines Nachfolgers für Ochsenbein am 6. Dezember 1854 zog sich hin. Erst im sechsten Wahlgang erhielt Stämpfli mit 88 von 145 abgegebenen Stimmen die erforderliche absolute Mehrheit (42 Stimmen entfielen auf Josef Munzinger, 10 auf Johann Matthias Hungerbühler und 5 auf weitere Personen). Stämpfli hatte nicht mit dieser Wahl gerechnet und bat das Parlament wegen seiner Verpflichtungen im Kanton Bern um einen Aufschub bis Ende März 1855, der ihm gewährt wurde.

### Bundesrat
Stämpfli stand als Bundesrat zunächst dem Justiz- und Polizeidepartement vor. Aufgrund seiner bäuerlichen Herkunft und seines bescheidenen Lebensstils war er bei der Bevölkerung bald äusserst beliebt, im Bundesratskollegium fiel er aber als radikaler Draufgänger und Zentralist auf. Bald überwarf er sich mit dem wirtschaftsliberalen Flügel um Alfred Escher, als um die Konzession für die Bahnstrecke Lausanne–Bern ging. Im so genannten Oronbahnkonflikt befürwortete er die Streckenführung über Oron und setzte sich damit gegen Escher durch, der die Variante über Payerne bevorzugt hatte. Überhaupt betrachtete er die Verkehrs- und Infrastrukturpolitik als Aufgabe der öffentlichen Hand und misstraute dem kurzfristigen Profitdenken der «Eisenbahnbarone».
1856 war Stämpfli zum ersten Mal Bundespräsident und somit, wie damals üblich, als Vorsteher des Politischen Departements Aussenminister. In diesem Jahr hatte er mit dem Neuenburgerhandel eine ernste aussenpolitische Krise zu bewältigen. Der Konflikt mit dem preussischen König Friedrich Wilhelm IV. um die Herrschaft über den Kanton Neuenburg (der damals auch ein preussisches Fürstentum war) wäre beinahe zu einer militärischen Auseinandersetzung eskaliert. Schliesslich konnte der Streit im folgenden Jahr mit dem Vertrag von Paris im Sinne der Schweiz beigelegt werden. Mit seinem Erfolg löste Stämpfli eine Welle nationaler Begeisterung aus, die der Stärkung des jungen Bundesstaates zugutekam. Escher und seine Verbündeten, denen ein weniger forsches Auftreten lieber gewesen wäre, hegten jedoch ein gewisses Misstrauen ihm gegenüber.
1857 und 1858 war Stämpfli Vorsteher des Finanzdepartements, 1859 zum zweiten Mal Bundespräsident und Aussenminister. Nach dem raschen Ende des Sardinischen Kriegs, in welchem Österreich dem Königreich Sardinien-Piemont und Frankreich unterlag, versuchte Stämpfli, zunächst auf diplomatischem Wege, die savoyischen Provinzen Chablais und Faucigny der Schweiz anzugliedern. Auf dem Höhepunkt der Krise, des Savoyerhandels, drängte er auf eine militärische Besetzung Hochsavoyens. Dieses Vorhaben stiess im Parlament auf hartnäckigen Widerstand. Die gemässigten Liberalen, insbesondere sein Bundesratskollege Friedrich Frey-Herosé und Ständerat Jakob Dubs, setzten ihre Forderung durch, wonach die Schweiz keinen Krieg mit Frankreich riskieren sollte. In einer umstrittenen Volksabstimmung im April 1860 sprachen sich die Bewohner Hochsavoyens für den Anschluss an Frankreich aus.
Zu Beginn des Jahres 1860, also noch während der aussenpolitischen Spannungen, übernahm Stämpfli die Leitung des Militärdepartements. Er reorganisierte das Militär und begann ein strategisches Strassennetz in den Alpen zu planen. 1862 war er wiederum für ein Jahr Bundespräsident und Aussenminister. Erneut versuchte er, die Eisenbahnen zu verstaatlichen, konnte sich aber wiederum nicht gegen Escher durchsetzen. Resigniert gab er am 30. September 1863 seinen bevorstehenden Rücktritt bekannt und verkündete, er wolle die Leitung eines Finanzinstituts übernehmen. Diese Absicht löste einige Verwunderung aus, da gerade er lange Zeit als volkstümlicher Kämpfer gegen mächtige Eisenbahn- und Finanzkreise galt.

### Weitere Tätigkeiten

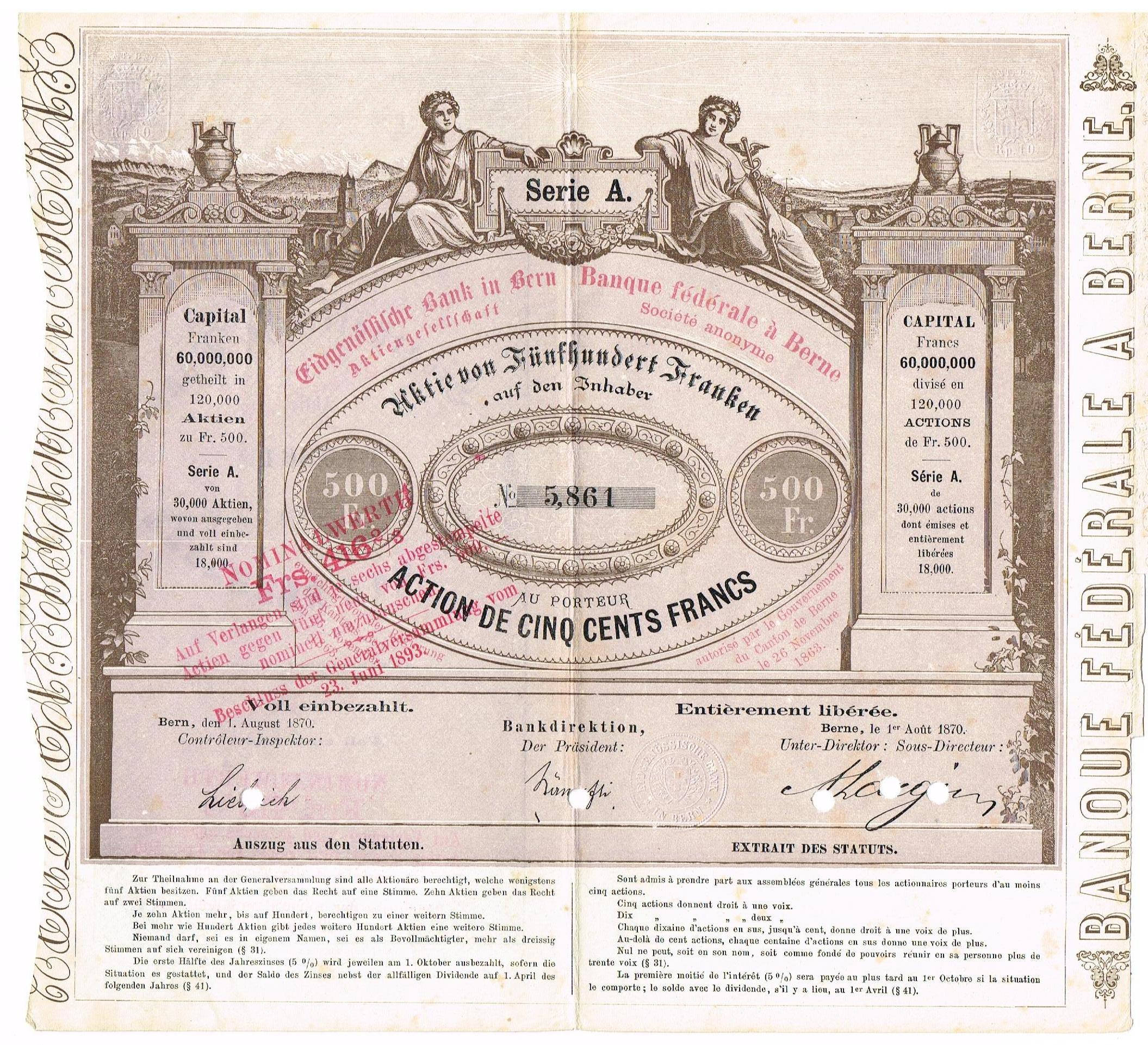
Aktie über 500 Franken der Eidgenössischen Bank vom 1. August 1870, signiert vom Präsidenten Jakob Stämpfli

Am 31. Dezember 1863 trat Stämpfli als Bundesrat zurück. Er war an der Gründung der Eidgenössischen Bank beteiligt und wurde deren erster Präsident. Mit dem Einstieg in die Finanzwelt versuchte er, Escher mit dessen eigenen Waffen zu schlagen. Doch die Eidgenössische Bank schrieb wiederholt rote Zahlen und trennte sich schliesslich 1877 von Stämpfli, woraufhin er wieder ein Advokaturbüro eröffnete. Politisch blieb er weiterhin im Grossen Rat des Kantons Bern und im Nationalrat aktiv. Der Bundesrat wählte ihn 1872 zum Mitglied des internationalen Schiedsgerichts in der Alabamafrage. Ausserdem beteiligte er sich an der Totalrevision der Bundesverfassung, die 1874 angenommen wurde. 1875 präsidierte Stämpfli ein zweites Mal den Nationalrat, doch 1878 wurde er als Grossrat nicht wiedergewählt. Er investierte fast sein gesamtes Vermögen in die Landwirtschaftliche Gesellschaft Witzwil (die späteren Anstalten Witzwil), die aber 1879 in Konkurs ging. Noch im selben Jahr starb Stämpfli an einer schweren Krankheit und wurde auf dem Berner Bremgartenfriedhof begraben.

## Rezeption
Im 1998 erschienenen historischen Roman Berner Lauffeuer von Monika Dettwiler ist Jakob Stämpfli eine der Hauptrollen.